# Rave the City
Rave the City was de naam van een serie raves die van 1991 tot 2016 georganiseerd werden. Op de feesten werd voornamelijk Hardcore en Rave gedraaid.

## Geschiedenis
De eerste editie van het festival vond in 1991 plaats in Den Haag. Dat feest was georganiseerd door Stad Den Haag Records, Rotterdam Records en Radio Stad Den Haag. De feesten vonden tussen 1991 en 2001 meermaals doch onregelmatig plaats. Daarna zijn er nog verjaardagsedities geweest in 2005, 2007, 2012 en vervolgens in 2014. In 2006 werd een korte tournee door meerdere plaatsen in Nederland ondernomen.
Rave the City was er met de eerste editie in 1991 vroeg bij, en vormde een grondslag voor de Nederlandse hardcorescene. Verschillende andere Nederlandse hardcorefestivals, zoals Thunderdome, Hellraiser en ook Lucifer hebben zich door Rave the City laten inspireren.
In 2012 tekende het evenementenbureau Omnia Events voor de organisatie, in 2014 was dat het Haagse Elusive.

## Evenementen
| Jaar | Datum        | Locatie                               | Titel                                                     | Line up |
| ---- | ------------ | ------------------------------------- | --------------------------------------------------------- | --- |
| 1991 | 28 september | Houtrusthallen, Den Haag,             | Rave the City                                             | DJ Gizmo, Joey Beltram, Charly Lownoise, Rob Boskamp, Human Resource |
| 1991 | 21 december  | Statenhal, Den haag,                  | Rave the City II                                          | Darkraver, Gizmo, Danny, Jaydee, Jean |
| 1992 | 30 mei       | Houtrusthallen, Den haag              | Rave the City III - Gladiators & Slaves                   | CJ Bolland, The Dark Raver, Frank de Wulf, DJ Gizmo, Human Resource |
| 1992 | 21 november  | Statenhal, Den Haag                   | Rave the City IV - The Erotic Kingdom                     | The Dark Raver, Gizmo, E-One |
| 1993 | 18 september | Rijnhal, Arnhem                       | Rave the City 5 - Tropical Rainforest                     | Andy, DarkRaver, Gizmo, Lenny Dee, Paul Elstak |
| 1993 | 18 december  | Energiehal, Rotterdam                 | Rave the City - Part 6 - Dinosaur Park                    | Charly Lownoise, DarkRaver, Gizmo, Mental Theo, Rob Janssen |
| 1994 | 28 januari   | Wedel, Duitsland                      | Rave the City - Gizmania                                  | Cut-X, Darkraver, Gizmo, Sascha |
| 1994 | 2 april      | Delta Lloyd Sport Centrum, Amstelveen | Rave the City - Dungeons of Darkness - The Saga continues | Andy, Bountyhunter, Buzz Fuzz, Charly Lownoise, Darkraver, Frankie Bones, Gizmo, Mental Theo, Paul Elstak |
| 1995 | 2 december   | Rijnhal, Arnhem,                      | Rave the City on the beach                                | Darkraver, Darrien Kelly, Gizmo, Isaac, Paul Elstak |
| 1996 | 1 mei        | Discotheek Opera, Den Haag            | Rave the City - Club Tour                                 | Darkraver, Isaac, Pagan |
| 1996 | 29 juni      | Statenhal, Den Haag,                  | Rave the City                                             | Darkraver, Gizmo, Isaac, The Stunned Guys |
| 1997 | 22 maart     | IJsselhallen, Zwolle,                 | Rave the City - Planet Hardcore                           | Bass-D & King Matthew, Buzz Fuzz, Darkraver, Gizmo, Isaac, Neophyte, Norman, Pagan, Rob, Vince, DJ Weirdo |
| 1997 | 30 augustus  | IJsselhallen, Zwolle                  | Rave the City - Planet Hardcore - The Horror Edition      | Buzz Fuzz, Darkraver, Gizmo, Isaac, Norman, Pagan, The Viper, DJ Weirdo, Digital Boy (live) |
| 2000 | 26 mei       | « O » Dance Theater, Den Haag         | Rave the City - 2000 Reunion                              | Buzz Fuzz, Darkraver, Deaz D, Gizmo, Norman, Paul Elstak, Rob, King Dale (live), MC Paul-T |
| 2001 | 21 december  | « O » Dance Theater, Den Haag         | Rave the City                                             | Darkraver, Gizmo, Isaac, Paul Elstak |
| 2005 | 7 oktober    | Den Haag                              | Rave the City                                             | Early hardcore : Defendor, Gizmo, Paul Elstak, Rob & MC Joe, Vince, Human Resource (live), MC Ruffian Hardstyle, jumpstyle : Balistic, Gizmo, Native, Shane, Symastic, The Viper Oldskool : Native, Robin Albers, Stanton, Symastic, Valk               |
| 2006 | 15 juli      | Discotheek HappydayZZ, Culemborg      | Rave the City on tour part #1                             | Scène 1 : Angerfist, Brightness, Buzz Fuzz, Gizmo, Partyraiser, The Viper, MC Ruffian Scène 2 : Bass-D, Deaz D, Gizmo, Native, Norman, Symastic, MC Da Mouth of Madness                                                                                 |
| 2006 | 25 augustus  | Discotheek De Gewoonste Zaak, Lisse   | Rave the City                                             | Alex DJ, Gonzo |
| 2006 | 13 oktober   | Discotheek De Gewoonste Zaak, Lisse   | Rave the City                                             | Alex DJ, Gonzo |
| 2007 | 19 mei       | ASTA, Den Haag                        | Rave the City 1991-1995 Reunion 2007                      | Buzz Fuzz, Charly Lownoise, Darkraver, Gizmo, Mental Theo, Norman, Rob & MC Joe, MC Ruffian |
| 2012 | 27 oktober   | Event Plaza, Rijswijk                 | Rave the City Reunion Party                               | Bountyhunter, Buzz Fuzz, Darkraver, Gizmo, Norman, 3DJL (live), MC Da Mouth of Madness, Deaz D, Human Resource, Native, Peter van Leeuwen, The Syntax MC                                                                                                |
| 2014 | 3 mei        | Silverdome Zoetermeer, Zoetermeer     | The Erotic Kingdom                                        | Charly Lownoise & Mental Theo, Rob Gee vs. Lenny Dee, Bountyhunter, Darkraver vs. Outsiders, Deaz D, Nosferatu, Deepack vs. Thilo, Peter van Leeuwen vs. Mark van Dale, Norman vs. Raoul Coolman, The Dreamteam, MC Da Mouth of Madness                 |
| 2016 | 9 april      | Silverdome Zoetermeer, Zoetermeer     | Silver Circus                                             | Franky Jones, Scott Brown, Ruffneck, Promo, Darkraver, The Viper, Deepack, Deetox, Paul Elstak, Partyraiser, MC: Diesel Deaz D, Gizmo, Outsiders, Freestyle Maniacs, Raoul Coolman, The Russian, Darkraver, Matsoe Matsoe, Outsiders, MC: Skinny Scotty |

## Cd's
De festivals hebben ook aanleiding gegeven tot het uitbrengen van compilaties op cd.
| Jaar | Titel                                      | Label        | Artiesten | Genre(s)                                            |
| ---- | ------------------------------------------ | ------------ | --- | --------------------------------------------------- |
| 1993 | Rave the City                              | EVA          | Juggernaut, Gizmo, Buzz Fuzz, Euromasters, DJ Dano | Early hardcore, acid house, gabber                  |
| 1993 | Rave the City 2                            | EVA          | The Dark Raver, Gizmo, The Prophet, Euromasters, Bountyhunter                                                                                           | Early hardcore, gabber                              |
| 1993 | Rave the City 3                            | EVA          | Ilsa Gold, Patrick van Kerckhoven, DJ Reanimator, Charly Lownoise & Mental Theo, DJ Paul                                                                | Early hardcore, acid, gabber                        |
| 1993 | Rave the X-Mass                            | EVA          | DJ Paul, DJ Gizmo, Silverbells, Holographic | Early hardcore, acid, gabber                        |
| 1994 | Rave the City 4                            | EVA          | DJ Gizmo, Neophyte, Charly Lownoise & Mental Theo, DJ Rob                                                                                               | Early hardcore, happy hardcore, gabber              |
| 1994 | Rave the City V                            | EVA          | DJ Gizmo, Scott Brown, DJ Dano, Forze DJ Team, Rob Fabrie, Omar Santana, The Dark Raver, The Prophet, Charly Lownoise & Mental Theo, El Bruto           | Early hardcore, happy hardcore, gabber, hard trance |
| 1994 | Rave the X-Mass 1994 Edition               | EVA          | L.W.A. Op 't Hof, 16 collaborations | Early hardcore, acid, gabber, breakbeat             |
| 1995 | Rave the City presents Happy Hardcore      | EVA          | Scooter, Scott Brown, Paul Elstak, Charly Lownoise & Mental Theo, Dream Your Dream, DJ Gizmo, DJ Delirium, Buzz Fuzz, Yves Deruyter, Franky Jones       | Happy hardcore                                      |
| 1996 | The Return of Rave the City                | EVA          | Paul Elstak, Darrien Kelly, Gizmo, Neophyte, Omar Santana, Dano, Liza 'N' Eliaz, Party Animals, Critical Mass, Dune, The Prophet, DJ Delirium, Predator | Happy hardcore, gabber                              |
| 1996 | Rave the City 2 - Back to the Roman Empire | EVA          | Gizmo, Norman, The Stunned Guys, Human Resource, Chosen Few, Rob Gee, E-Rick & Tactic                                                                   | Happy hardcore, gabber                              |
| 2012 | Rave The City 2012 - The Reunion           | Eigen beheer | Human Resource (promo-cd ter gelegenheid van het gelijknamige evenement)                                                                                | Hardcore, gabber                                    |